# 贝萨卢
贝萨卢，是西班牙加泰罗尼亚赫罗纳省的一个市镇。总面积5平方公里，总人口2032人（2001年），人口密度406人/平方公里。